# Hertogdom Sleeswijk

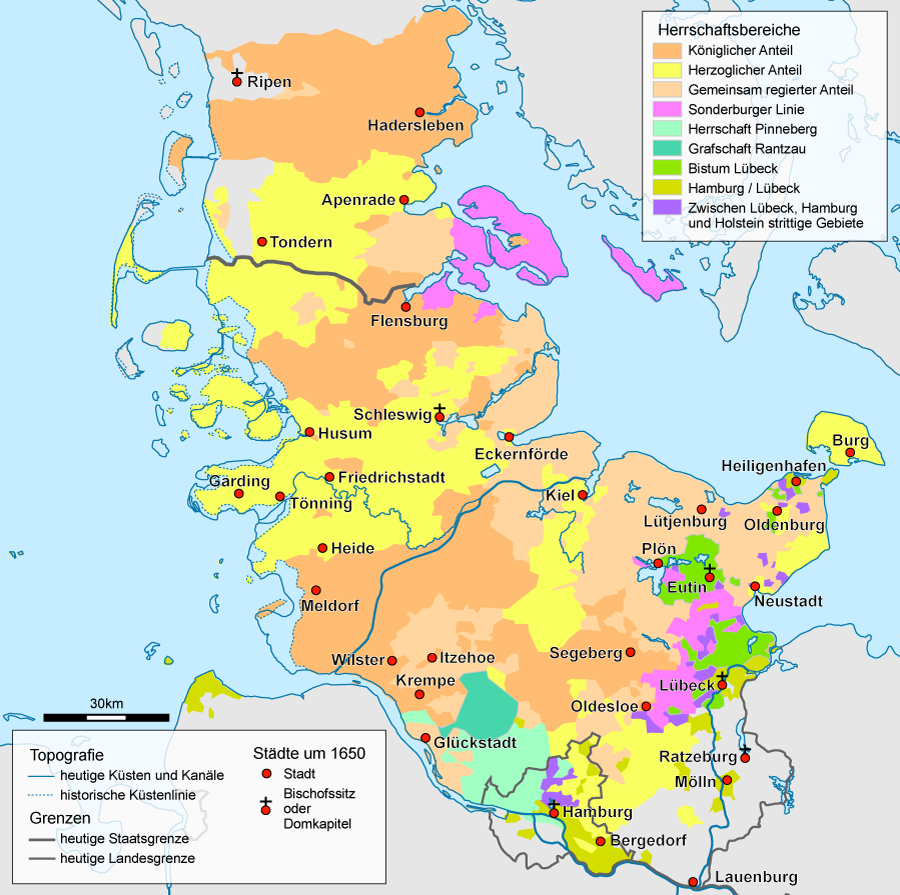
verdeling in 1650

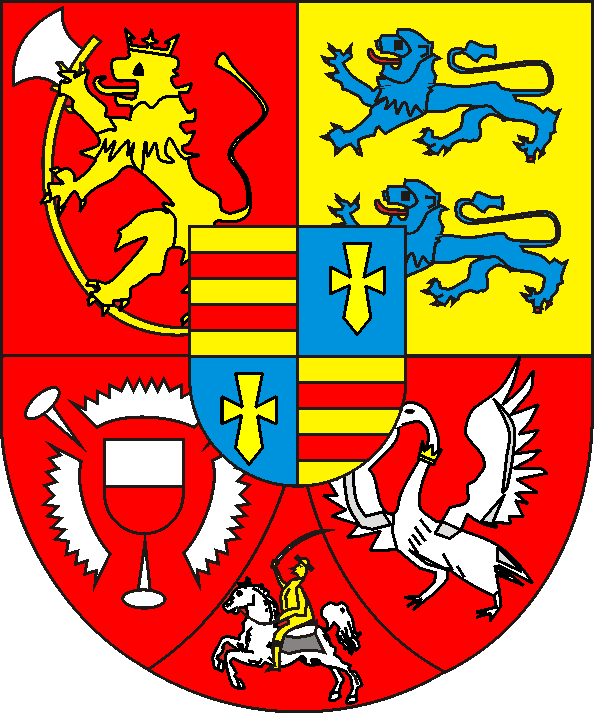
wapen hertogen; 1: Noorwegen; 2: Sleeswijk; 3: Holstein; 4: Stormarn; spits: Dithmarsche; hart: Oldenburg-Delmenhorst

Het hertogdom Sleeswijk (Duits: Herzogtum Schleswig; Deens: Hertugdømmet Slesvig) was tot 1864 een hertogdom in het noorden van de huidige Duitse deelstaat Sleeswijk-Holstein en het zuiden van het huidige Denemarken.

## Geschiedenis
Sleeswijk was tot 1864 een hertogdom in het noorden van de huidige Duitse deelstaat Sleeswijk-Holstein en het zuiden van het huidige Denemarken.
Zowel het huidige Deense deel van Sleeswijk  als het Duitse deel dat nog steeds Sleeswijk (Schleswig) heet, werden rond 800 uitsluitend bewoond door Denen. In die tijd begonnen zich Friese kolonisten te vestigen aan de westkust. Holstein was in die tijd grotendeels bevolkt met Saksen, maar in het oostelijk deel woonden de Slavische Obotriten. Om de zuidgrens en de belangrijke handelsstad Hedeby bij de latere stad Sleeswijk  tegen Slaven en Saksen te verdedigen legden de Denen er de vesting Dannevirke aan. Het gehele gebied werd bestuurd door een door de Deense koning benoemde jarl (hertog) met grensverdediging als taak.
In de 12e eeuw werd de laatste jarl van Zuid-Jutland, Knoet Lavard, ook hertog van Holstein. Hij was dus tegelijkertijd onder de leenshoogheid van de Deense koning en de Keizer van het Heilig Roomse Rijk. Knoet Lavard veranderde zijn Deense jarltitel in die van hertog, waardoor uit het Jarldom Zuid-Jutland het Hertogdom Sleeswijk ontstond, en waarbij de feodale traditie uit Duitsland werd gevolgd om het hertogdom te vernoemen naar de naam van de residentiestad. In 1326 werd Waldemar III koning van Denemarken en gaf hij Sleeswijk als Deens leen aan Gerard II van Holstein. Onder hertog Gerard II werden Sleeswijk en graafschap Holstein verenigd.
Na de dood van Adolf VIII van Holstein kwamen beide gebieden in 1460 rechtstreeks aan Christiaan I van Denemarken. In het Verdrag van Ribe van dat jaar werd vastgelegd dat de twee hertogdommen eeuwig ongedeeld zouden blijven ("dat se bliven ewich tosamende ungedelt"). In de 19e eeuw zou "op ewig ungedeelt", een strofe uit een gedicht van August Wilhelm Neuber, het motto worden van de strijders voor de onafhankelijkheid van Sleeswijk-Holstein van Denemarken.
Ondanks dit verdrag vond in 1544 er toch een deling plaats onder de zoons van Frederik I : Christiaan III stichtte de koninklijke linie en ontving Sleeswijk-Holstein-Glückstadt (uitgestorven in 1863); Johan II ontving Sleeswijk-Holstein-Hadersleben (uitgestorven 1580); Adolf I ontving Sleeswijk-Holstein-Gottorf.
Later vonden nog weer talrijke delingen plaats, waarvan de linies Sleeswijk-Holstein-Sonderburg-Augustenburg en Sleeswijk-Holstein-Sonderburg-Glücksburg het bekendste resultaat zijn. Sleeswijk en Holstein kwamen weer geheel onder de Deense kroon toen hertog Paul (de latere tsaar van Rusland) Sleeswijk-Holstein-Gottorf in 1773 aan Denemarken afstond.
Na de ontbinding van het Heilige Roomse Rijk (1806) trad Holstein, maar niet Sleeswijk, in 1815 toe tot de nieuwe Duitse Bond. De Deense koning was tegelijkertijd hertog van het Deense leen Sleeswijk en het Duitse leen Holstein. In praktijk werden beide hertogdommen samen door een Duitstalig administratiekantoor in Kopenhagen bestuurd. De betekenis van de historische zuidgrens van Sleeswijk en Denemarken aan de rivier Eider was onduidelijk geworden.
Beide hertogdommen waren in de 19e eeuw een onderwerp van een langdurig conflict tussen de Duitse Bond en Denemarken. Dit conflict werd gecompliceerd door het feit dat het Deense koningshuis met de kinderloze Frederik VII zou uitsterven en het successierecht in de verschillende staten niet identiek was. Dit zou eventueel een afscheiding van Sleeswijk uit Denemarken tot gevolg kunnen hebben, maar er was onenigheid over het vraagstuk of het Duitse (Salische) successierecht alleen voor Holstein zou gelden of ook voor Sleeswijk.
Tegelijkertijd was er in Sleeswijk strijd gaande over bestuurstaal en nationaliteit. De nationaal Duitsgezinden identificeerden zich als Sleeswijk-Holsteiners en wilden een verenigde Sleeswijk-Holsteinse staat oprichten als lid van de Duitse Bond, weliswaar met behoud van de Deense koning maar dan als Duits hertog. Om daar niet in meegesleept te worden, wilden veel nationaal Deensgezinden dat in ieder geval het grotendeels Deenstalige Sleeswijk nauwer aan Denemarken zou worden gebonden. Het geheel Duitstalige Holstein zou zich eventueel kunnen afscheiden en zijn heil zoeken in de Duitse Bond. De aanhangers van deze gedachte werden Eiderdenen genoemd. De officiële politiek zocht een compromis: autonomie binnen het Deense koninkrijk. Inmiddels probeerde Denemarken zijn positie wel te versterken door een pro-Deense taalpolitiek te gaan voeren in het bestuursapparaat en de kerk. Dat werkte vaak averechts en bevorderde de Duitse gezindheid, ook bij Sleeswijkers die gewoonlijk Deens spraken maar traditioneel een hoge waarde aan de Duitse taal en cultuur hechtten. Dezen waren vooral in de steden en onder de grote boeren te vinden. Vooral in het zuiden van het hertogdom, waar de meerderheid van de bevolking Duits of Platduits sprak, werkte de Deense taalpolitiek averechts.

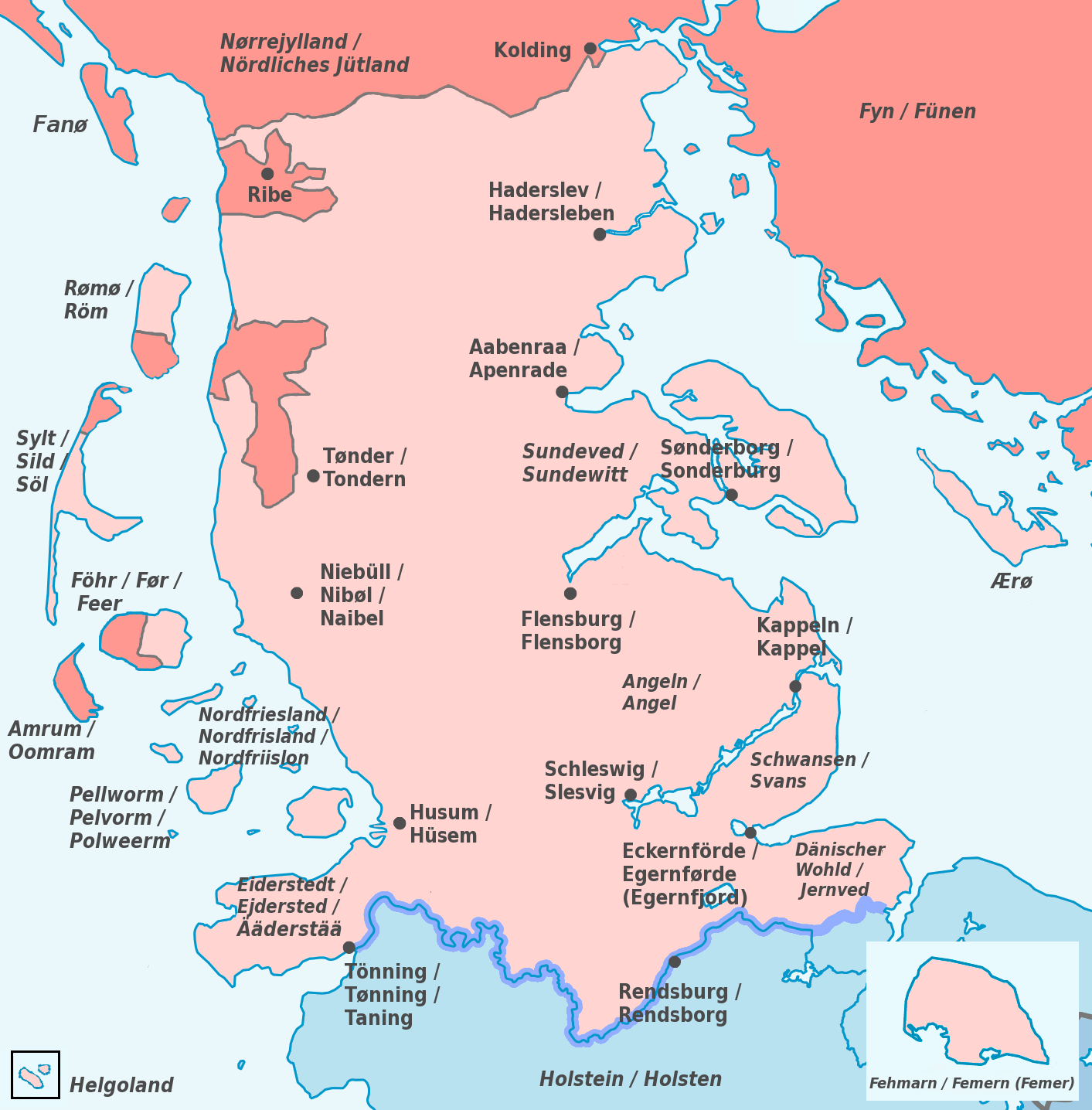
Het Hertogdom Sleeswijk in het midden van de 19e eeuw, na de Eerste Duits-Deense Oorlog vanaf 1851 in personele unie met het Koninkrijk Denemarken

De kwestie Sleeswijk-Holstein leidde in 1848-1851 tot de Eerste Duits-Deense Oorlog, in 1864 tot een Tweede Duits-Deense Oorlog en in 1866, toen Pruisen het gezag van de Duitse Bond wilde overnemen en Oostenrijk dat weigerde toe te staan, tot de Pruisisch-Oostenrijkse Oorlog. Na opnieuw een Deense nederlaag stelde Berlijn, Sleeswijk en Holstein onder zijn directe toezicht. In 1870, na de oprichting van het Duitse keizerrijk, werden beide gebieden een Pruisische provincie. Voor het Deense bevolkingsdeel, dat in Noord-Sleeswijk de meerderheid vormde, brak een moeilijke tijd aan door de stap voor stap doorgevoerde verduitsing van onderwijs, kerk en openbaar bestuur. Het Deense culturele kader verzwakte doordat veel militair dienstplichtigen over de grens naar Denemarken vluchtten, en daarmee hun terugkeer onmogelijk maakten.
Na de verloren Eerste Wereldoorlog bepaalden de overwinnaars dat Duitsland Sleeswijk aan Denemarken moest afstaan. Maar inmiddels was het gebied zodanig verduitst (germanisering) dat dit toch als deels achterhaald moest worden beschouwd. Een compromis werd gevonden in een referendum onder internationaal toezicht. In 1921 werd een geografische scheiding aangebracht toen de bevolking in het Duitstalige zuiden bepaalde dat zij bij Duitsland wilde blijven. Enkele in meerderheid Deens-stemmende grensdorpen werden daar om verkeers-geografische redenen ook bijgevoegd. Daartegenover stond dat een aanzienlijk aantal ten noorden van de nieuwe grens in meerderheid Duits-stemmende maar verspreid gelegen dorpen, om dezelfde redenen bij Denemarken werd gevoegd. Ook de noordelijk gelegen steden, waar een meerderheid Duitsgezind was, werden nu Deens. In Noord-Sleeswijk behoorde een kwart van de bevolking sindsdien tot een Duitse minderheid, die culturele rechten toebedeeld kreeg. Deze minderheid zou in aantal langzaam gaan afnemen. Voor het begrip van de Sleeswijkse kwestie is het belangrijk om de tegenstellingen niet in de eerste plaats als gegeven nationale controverse te zien. Het nationale bewustzijn evolueerde sinds het midden van de 19de eeuw in Duitse richting. De oorspronkelijk Deenssprekende, meer precies de Juts-dialectsprekende, bevolking kreeg een toenemende affiniteit voor de Duitse cultuurtaal en het daarmee overeenkomende nationale bewustzijn. In 1921 werd die, door de Duitse staat geregisseerde, evolutie tot stilstand gebracht en deels teruggedraaid in het vredesverdrag dat na een referendum (1920) een staatkundige scheiding oplegde en van de Noord-Sleeswijkers Denen, van de Zuid-Sleeswijkers Duitsers zou maken.

## Hertogen
- zie lijst van hertogen van Sleeswijk